# Beauty and a Beat
«Beauty and a Beat» —en español, «Una bella y un ritmo»— es una canción interpretada por el cantante y compositor canadiense Justin Bieber, con la colaboración de la rapera y Actriz trinitense Nicki Minaj. Esta canción es considerada similar a la canción "2012 (It Ain't the End)", que también cuenta con la participación de Minaj. Es la única canción de Believe que Bieber no coescribió.

## Antecedentes
"Beauty and A Beat" escrito por Nicki Minaj y Max Martin y producido por Zedd para el tercer álbum de estudio Believe. Maraj, conocida por su nombre artístico Nicki Minaj, también ofrece vocalista invitado en la pista. Bieber habló más tarde con la colaboración con Minaj, diciendo: ".. Quería una rapera y creo que ella es la mejor elección que yo sentía que cabe en la canción perfectamente"

## Video
El vídeo fue estrenado el 12 de octubre de 2012 en VEVO. Fue durante mucho tiempo el vídeo más visto en 24 horas en VEVO, pero fue superado por PSY con su vídeo Gentleman quien logró 40 millones de reproducciones en su primer día.  Actualmente cuenta con más de 1000 millones de visitas en Youtube.
Cuenta con Bieber en una fiesta, con la mayoría de las escenas que tienen lugar en una piscina en Raging Waters en San Dimas (California). Nicki Minaj hace su aparición durante su verso de la canción de pie en el agua, rapeando junto a Bieber.
El video musical fue escrito y dirigido por Justin Bieber junto con el codirector Jon Chu.La mayor parte del clip fue grabado con una GoPro Hero 2 por Justin, con algunas filmaciones rodadas en la Olympus Tough TG-1

## Aparición en medios
La canción fue incluida en el juego Just Dance 4, Just Dance 2014, Just Dance 2015 Y Just Dance Now.

## Lista de canciones
- Digital Remixes EP[3]

1. "Beauty And A Beat" (feat. Nicki Minaj) (Wideboys Club Mix) - 6:08
2. "Beauty And A Beat" (feat. Nicki Minaj) (Wideboys Radio Mix) - 3:53
3. "Beauty And A Beat" (Wideboys Dub) - 6:08
4. "Beauty And A Beat" (feat. Nicki Minaj) (Bisbetic Remix) - 6:10
5. "Beauty And A Beat" (feat. Nicki Minaj) (Bisbetic Radio Mix) - 3:27
6. "Beauty And A Beat" (Bisbetic Instrumental) - 6:10
7. "Beauty And A Beat" (feat. Nicki Minaj) (Steven Redant Beauty And The Club Mix) - 7:22
8. "Beauty And A Beat" (Steven Redant Beauty And The Dub Mix) - 7:22
9. "Beauty And A Beat" (feat. Nicki Minaj) (Steven Redant Beauty And The Vocal Dub Mix) - 7:22
10. "Beauty And A Beat" (feat. Nicki Minaj) (DJ Laszlo Body Rock Club Mix) - 7:30
11. "Beauty And A Beat" (feat. Nicki Minaj) (DJ Laszlo Body Rock Radio Mix) - 3:59
12. "Beauty And A Beat" (DJ Laszlo Body Rock Instrumental) - 7:31

## Posicionamiento en listas
| Listas (2012–2013)                         | Mejor posición |
| ------------------------------------------ | -------------- |
| Australia (ARIA)                           | 9              |
| Austria (Ö3 Austria Top 40)                | 42             |
| Bélgica (Flandes) (Ultratop 50)            | 21             |
| Bélgica (Valonia) (Ultratop 50)            | 28             |
| Brasil (Billboard Brasil Hot 100)          | 51             |
| Brasil (Hot Pop Songs)                     | 16             |
| Canadá (Canadian Hot 100)                  | 4              |
| República Checa (Rádio Top 100)            | 18             |
| Dinamarca (Tracklisten)                    | 30             |
| Francia (SNEP)                             | 28             |
| Alemania (Offizielle Deutsche Charts)      | 53             |
| Hungría (Rádiós Top 40)                    | 8              |
| Irlanda (IRMA)                             | 20             |
| Israel (Media Forest)                      | 9              |
| Japón (Japan Hot 100)                      | 11             |
| México (Mexico Airplay)                    | 16             |
| México (Mexico Ingles Airplay)             | 4              |
| Países Bajos (Mega Single Top 100)         | 43             |
| Nueva Zelanda (Recorded Music NZ)          | 6              |
| Rumania (Romanian Top 100)                 | 45             |
| Eslovaquia (Rádio Top 100)                 | 19             |
| Suecia (Sverigetopplistan)                 | 23             |
| Suiza (Schweizer Hitparade)                | 46             |
| Reino Unido (UK Singles Chart)             | 16             |
| Estados Unidos (Billboard Hot 100)         | 5              |
| Estados Unidos (Adult Top 40)              | 27             |
| Estados Unidos (Hot Dance Club Songs)      | 1              |
| Estados Unidos (Dance/Mix Show Airplay)    | 3              |
| Estados Unidos (Mainstream Top 40)         | 2              |
| Estados Unidos (Rhythmic)                  | 4              |
| Venezuela Pop/Rock General (Record Report) | 4              |